# Spinotarsus skukuzicus
Spinotarsus skukuzicus är en mångfotingart som beskrevs av Kraus 1966. Spinotarsus skukuzicus ingår i släktet Spinotarsus och familjen Odontopygidae. Inga underarter finns listade i Catalogue of Life.